# Черных, Климентий Феодосьевич
Климе́нтий Феодо́сьевич Черны́х (1925—2004) — советский и российский учёный-механик. Доктор физико-математических наук, профессор, заслуженный деятель науки РФ, лауреат Государственной премии РФ.

## Биография
Климентий Феодосьевич Черных родился 5 сентября 1925 года в Ленинграде (ныне — Санкт-Петербург). Его отец Феодосий Андреевич Черных, инженер-физик, был в конце 1920-х годов заместителем директора Физического института Ленинградского университета, а мать Анна Митрофановна работала в общественном питании.
Перед началом Великой Отечественной войны Климентий окончил восемь классов средней школы, проявив незаурядные способности по математике. Благодаря матери ему удалось пережить страшную зиму 1941—1942 годов в блокадном Ленинграде. В апреле 1942 года он был эвакуирован по льду замершей Ладоги на Северный Кавказ, где в августе 1942 (ему ещё не исполнилось 17 лет) был призван в Красную Армию.
В марте 1944 года Черных был откомандирован во 2-е Киевское училище самоходной артиллерии. После его окончания был направлен в звании младшего техника-лейтенанта в танковый полк, став водителем тяжёлого танка «ИС-2».
В конце 1946 года полк, в котором служил К. Ф. Черных, был передислоцирован из Румынии под Самарканд. Здесь он, обучаясь в вечерней школе, окончил девятый и десятый классы, а затем сдал экстерном экзамены за первый курс физико-математического факультета Узбекского государственного университета.

## Научная деятельность
После увольнения в запас в 1948 году, Черных поступил на второй курс математико-механического факультета Ленинградского государственного университета. Окончив университет по кафедре теории упругости, он поступил в аспирантуру, где его научным руководителем стал Валентин Валентинович Новожилов. Защитив в 1955 году кандидатскую диссертацию, К. Ф. Черных получил распределение на работу в отдел атомной энергетики Центрального котлотурбинного института им. И. И. Ползунова. Работая там, он одновременно преподавал на кафедре теории упругости.
В 1960 году Черных возглавил лабораторию теории оболочек в НИИ математики и механики Ленинградского университета, и в этом же году защитил докторскую диссертацию. В 1970 году он, будучи утверждён в звании профессора, возглавил кафедру вычислительных методов механики деформируемого тела на создававшемся тогда факультете прикладной математики — процессов управления. В 1990 году перешёл на должность профессора этой кафедры.
К. Ф. Черных был избран членом Национального комитета СССР по теоретической и прикладной механике, членом Немецкого общества прикладной математики и механики (GAMM), Петровской академии наук и искусств, Санкт-Петербургской академии наук по проблемам прочности, Академии нелинейных наук. Он руководил секцией теории оболочек в Научном совете Российской академии наук, много лет был членом экспертного совета по проблемам авиационной и ракетно-космической техники ВАК Российской Федерации.
Кандидатская и докторская диссертации К. Ф. Черных были посвящены классическим проблемам теории оболочек. В дальнейшем им развивалась нелинейная теория стержней и оболочек, а также создавались эффективные аналитические методы их расчёта. Большое внимание им уделялось созданию оригинальной версии нелинейной теории упругости, которая позволяет получать точные решения плоских краевых задач механики и физики твёрдого тела. Здесь во главу угла были поставлены нелинейные сингулярные задачи сосредоточенного воздействия и разрушения.
К. Ф. Черных было опубликовано 18 книг и около 120 статей. Его двухтомная монография «Линейная теория оболочек» (1962—1964) была издана в NASA на английском языке, в США была переиздана (1998) его монография «Введение в анизотропную упругость».
Климентий Феодосьевич возглавлял научную школу «Нелинейные проблемы механики и физики деформируемого тела», которая была отмечена многими грантами (государственной поддержки ведущих научных школ Российской Федерации, Российского фонда фундаментальных исследований, Министерства образования и др.). Им было подготовлено 20 кандидатов и 7 докторов наук.

## Награды и звания
- Награждён орденом Отечественной войны II степени и боевыми медалями.
- Медаль ордена «За заслуги перед Отечеством» II степени (2005, посмертно)[1]
- Награждён почётным званием «Заслуженный деятель науки Российской Федерации».
- Лауреат Государственной премии Российской Федерации (2000), премий Ленинградского университета и Всесоюзного общества строителей СССР.